# 洛阳镇 (常州市)
洛阳镇是中国江苏省常州市武进区下辖的一个镇，位于常州市区东南，毗邻无锡。面积55.7平方公里，常住人口9万人，其中户籍人口5.2万人。下辖25个行政村、3个社区（洛阳、洛东、戴溪）。 特产葡萄、水蜜桃、珍珠。江苏新科电子集团为该镇最著名的企业。